# Jon Lech Johansen
Jon Lech Johansen född den 18 november 1983 i Harstad, Norge. Hans far är norsk och hans mor är polsk. Mest känd som DVD-Jon, efter att ha hjälpt till att utveckla programmet DeCSS som möjliggör uppspelning av uppspelningsskyddade dvd-filmer. Jon är en självlärd mjukvaruutvecklare, som slutade gymnasiet under första året för att jobba mer med DeCSS. I oktober 2005 flyttade han till USA för att jobba som mjukvaruutvecklare, men flyttade hem till Norge i november 2006 av okänd anledning.
DVD-Jon medverkar i dokumentärfilmen Info Wars om sin medverkan i DeCSS-fallet.